# Cora Sandel
Pour les articles homonymes, voir Sandel.
Cora Sandel (20 décembre 1880, Kristiania (aujourd'hui Oslo), Norvège - 3 avril 1974, Uppsala, Suède) est le pseudonyme de Sara Fabricius, écrivaine norvégienne.

## Biographie
Née à Kristiania (Oslo) en 1880, elle passe la plus grande partie de sa jeunesse à Tromsø (1893-1905). Cette ville provinciale du nord de la Norvège sera le cadre de son premier roman, publié plus de 20 ans plus tard. Sara Fabricius quitte la Norvège en 1906, après la mort de sa mère, pour suivre des cours de peinture à Paris. Malgré ses efforts, elle ne deviendra jamais peintre. Pendant son séjour à Paris, de 1908 à 1911, elle écrit des reportages pour le journal norvégien Morgenbladet, entre autres sur les crues de la Seine à Paris en 1910. Elle couvre aussi la mort de Bjørnstjerne Bjørnson à Paris le 26 avril 1910.
En 1913, elle se marie avec le sculpteur suédois Anders Jönsson,. En 1921, elle suit son mari pour Stockholm. Pour autant, elle continue à écrire en norvégien jusqu'à la fin de sa vie.
Ce n'est qu'en 1926 que Sara Fabricius commence à se faire une place dans la littérature norvégienne sous le pseudonyme de Cora Sandel avec le roman Alberte et Jacob,. Il s'agit du premier tome d'une trilogie sur une jeune femme, Alberte, qui souhaite fuir sa province norvégienne et sa vie bourgeoise. La vie provinciale de jeune fille se juxtapose avec celle de son frère cadet.
Le deuxième tome de cette trilogie, Alberte et la liberté (1932), place Alberte dans le milieu artiste et scandinave de Paris-Montparnasse dans les années 1910. La protagoniste écrit sans pouvoir se considérer comme écrivain. Le troisième tome, Alberte seule (1939), voit une femme qui sombre plus ou moins dans les devoirs d'épouse et de mère tout en cherchant à trouver sa piste.
Cora Sandel est aussi une grande admiratrice de Colette, dont elle traduit le roman La Vagabonde. La traduction norvégienne, parue en 1952, est mal accueillie par la critique. Cora Sandel, déçue, ne traduira plus.

## Œuvre
Traductions françaises :
- Alberte et Jacob (roman), Éditions des Femmes, 1991
- L'enfant (nouvelle), Éditions L'Elan, Nantes, 1991
- Alberte et la liberté (roman), Presses Universitaires de Caen, 2020

Non traduit en français :
- En blå sofa, recueil de nouvelles 1929
- Carmen og Maja, recueil de nouvelles 1932
- Mange takk, doktor, recueil de nouvelles 1935
- Bare Alberte, roman 1939
- Dyr jeg har kjent, recueil de nouvelles 1946
- Kranes konditori, roman 1946
- Figurer på mørk bunn, recueil de nouvelles 1949
- Kjøp ikke Dondi, roman 1958